# B36 Tórshavn
B36 Tórshavn, originálním názvem Bóltfelagið 1936, je fotbalový klub z Faerských ostrovů. Patří k nejúspěšnějším klubům v zemi. Jedenáctkrát se stal mistrem Effodeildin (1946, 1948, 1950, 1959, 1962, 1997, 2001, 2005, 2011, 2014, 2015), šestkrát získal fotbalový pohár Faerských ostrovů (1965, 1991,1997,2001, 2003, 2005). Od roku 1992, kdy se Faerské ostrovy staly samostatným členem UEFA, hraje též pravidelně v evropských pohárech. Podařilo se mu zatím vyřadit dva soupeře, islandský ÍBV Vestmannaeyar v Poháru UEFA 2005/06 a maltský Birkirkara FC v Lize mistrů 2006/07.